# Сальянский район
Сальянский район (азерб. Salyan rayonu) — район на юге Азербайджана. Административный центр — город Сальян.

## Этимология
Существует множество предположений и теорий об этимологии слова «сальян». Согласно научным исследованиям, среди тюркских племен существовало племя сал. Они обитали на берегу Волги, на равнине в районе Сал.
Кроме того, одно из течений реки Дон, которая вытекает с равнин Восточной Европы, называется рекой Сал. В прошлом на этой территории размещались сальянские поселения, в которых проживали племена сал.
Историк Менандр, ссылаясь на события 558 года, подчеркивает факт войны племен салов на лугах юга России с тюркским племенным объединением под названием авар.
По предположениям, часть салунов вместе с аварцами перебралась в Азербайджан. На это указывает историк XIV века Хамдаллах Казвини, подтверждая свои слова фактом существования города «Абар» на берегу реки Куры.

## География

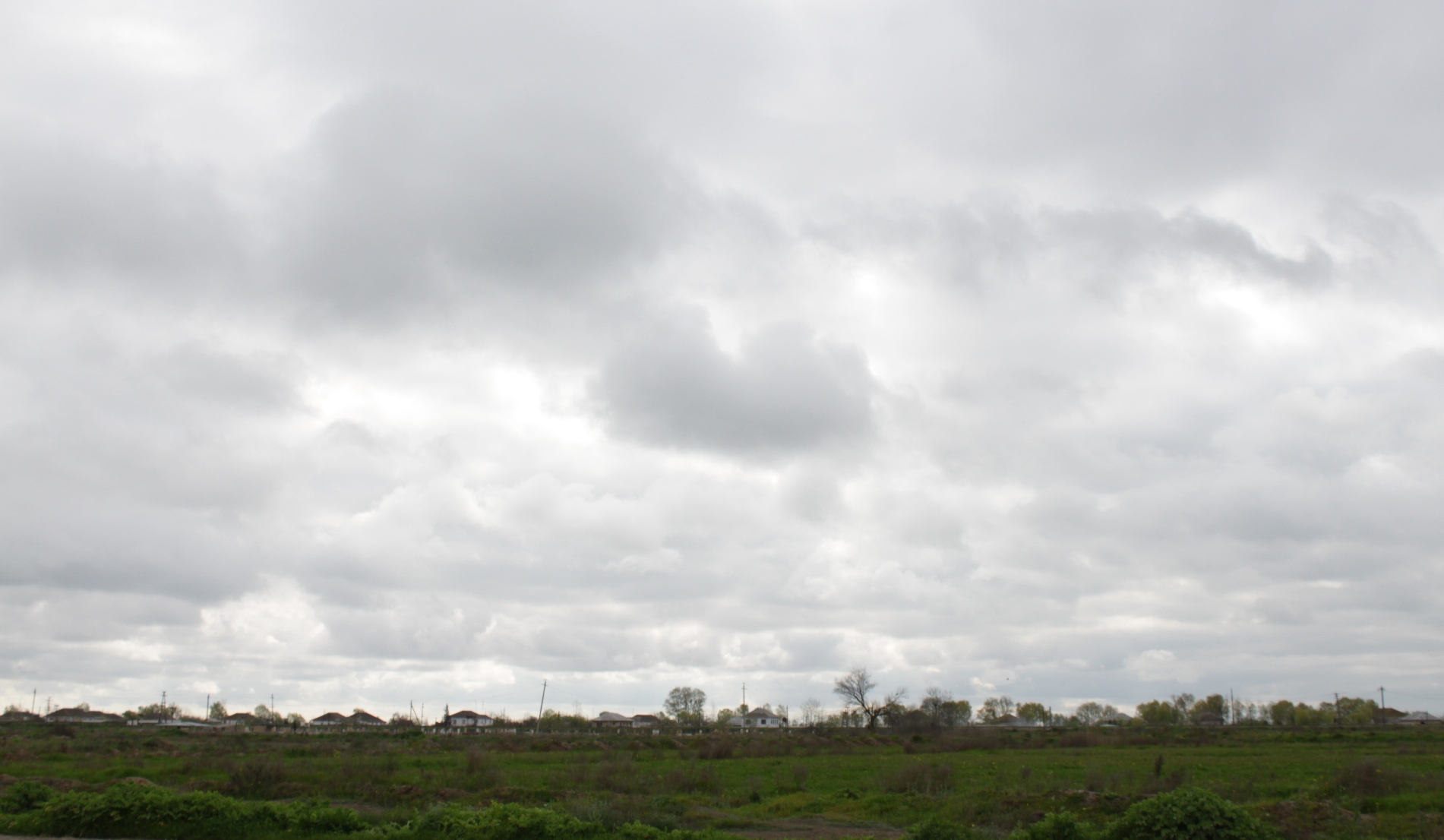
Сальянский район

Сальянский район расположен на Кура-Араксинской низменности в Муганской степи, на юго-востоке Азербайджана. По нему проходят шоссейная и железная дороги, связывающие Азербайджан с его южными регионами, а также странами Ближнего Востока.
По территории Сальянского района протекает одна из главных рек страны Кура. В районе расположен государственный национальный парк «Ширван».
Распространены серо-бурые, серотравные, лугово-болотные, засоленные почвы. Растительный покров состоит из пустынных и полупустынных, горных и холмистых районов. Район богат грязевыми вулканами. Основные вулканы — Дуровдаг, Агзыбир, Кролик-Даг, Бабазанен, Дуздаг, Галмас, Гыривдаг, Мяшовдаг, Хыдырли, Курсанги, гора Хамам, грязевые вулканы Бандована.
Флора полупустынного и пустынного типа. В основном произрастают кипарисовик, кипарис, полевой цветок, водоросли, сип, ежевика прилегающая, обыкновенная, зимняя, каспийская, инжир обыкновенный, редчайшие виды гирканского инжира.
Распространены перепела, соболь.
Превалирующим климатом является климат степей. В течение года выпадает небольшое количество осадков. Средняя годовая температура составляет 15,2 °C. Среднегодовое количество осадков составляет 288 мм.
Расстояние до Баку — 126 км.

## История
Сальян был большим населенным пунктом и в XIII веке привлекал внимание захватчиков. Ориентировочное время создания поселения — 15 век. Торговые отношения Ширваншахов с Муганом, Тебризом и Ираном проходили через Сальян. Долгое время в XVII—XVIII веках через Сальян проходили торговые пути в Иран, Северный Кавказ, Туркестан, Россию. В эти страны и местности из Сальяна привозили для продажи рыбу и икру.
Сальян был центром торговли, который находился на Великом шелковом пути. Ещё во II веке нашей эры. купцы из Китая и Индии, пройдя через нынешний Туркменбаши (Красноводск) по морскому пути, проходили через Каспийскую впадину к реке Кура, через земли всего Азербайджана, а также территорию Сальяна, пересекали реку Риони в Грузии, затем добирались до порта Поти на Чёрном море, через Чёрное море в Азовское.
В XVIII веке в округе чеканили серебряные и медные деньги.
В 1795 году Ага Мохаммед Шах Каджар напал на Шемаху и полностью разрушил Сальян из-за продемонстрированного им сопротивления.

### В составе Российской империи
В феврале 1868 года в составе Бакинской губернии был образован Джеватский уезд, включая Сальян в качестве административной единицы. Сальян превратился в культурный центр.
В начале XX века здесь были основаны 3 небольших хлопкоочистительных предприятия мощностью 3-4 тонны, ТЭЦ, 4 начальные школы, библиотека. В городе насчитывалось 20 малых трикотажных предприятий, 200 магазинов, 3 караван-сарая, 5 торговых банков, корабельный мостик, почтовая станция, карантинная станция, 11 медресе.
В 1894 году в Сальяне впервые на юге России и на Кавказе открылась метеостанция.
Сальян долгое время был образовательным, культурным центром юго-востока Мугани. В 1881 году площадь города составляла 800 акров.
С 1916 года Сальян получил статус города.

### В составе Азербайджанской ССР
Сальянский район образован 8 августа 1930 года.
24 января 1939 года на территории 8 сельских и 2 поселковых советов Сальянского района был образован Хиллинский район. В сентябре 1955 года Хиллинский район был упразднён, и часть его территории была присоединена к Сальянскому району.
4 декабря 1959 года к Сальянскому району был присоединён Нефтечалинский район.

## Население
| Год      | 2015  | 2018  | 2019  | 2020  | 2021  | 2022  |
| -------- | ----- | ----- | ----- | ----- | ----- | ----- |
| тыс. чел | 133,7 | 138,6 | 135,8 | 136,7 | 137,4 | 138,6 |

На 1 января 2023 года численность населения составляла 138 562 чел. Из них 69 015 мужчин (49,8 %), 69 547 женщин (50,2 %). 44 474 чел. проживало в городе (32,1 %), 94 088 чел. — в селе (67,9 %).
Плотность населения — 87 чел. на 1 км2.

## Экономика
С 1991 до 2021 года район входил в состав Аранского экономического района. С 7 июля 2021 года входит в состав Ширван-Сальянского экономического района.
Сальянский район богат рыбой. В регионе водятся белуга, осетр, севрюга, лосось, сом, судак.
Население района в основном занимается сельским хозяйством. Развивается зерноводство, хлопководство, животноводство, виноградарство (столовые сорта), садоводство.
| Год            | 2015   | 2018   | 2019   | 2020   | 2021   | 2022   |
| -------------- | ------ | ------ | ------ | ------ | ------ | ------ |
| Зерно          | 20 111 | 17 500 | 17 495 | 17 302 | 17 173 | 16 011 |
| Из них пшеница | 5 692  | 8 348  | 6 817  | 5 556  | 5 708  | 6 255  |
| Картофель      | 421    | 420    | 413    | 428    | 411    | 445    |
| Хлопок         | 406    | 7 055  | 4 788  | 5 010  | 6 134  | 9 285  |
| Подсолнух      | 0      | 25     | 11     | 6      | 12     | 467    |
| Овощи          | 1 304  | 1 241  | 1 448  | 1 385  | 1 501  | 1 404  |
| Бахчевые       | 1 120  | 822    | 821    | 1 007  | 932    | 991    |
| Сады           | 715    | 897    | 944    | 894    | 832    | 832    |

|                | 2015   | 2018   | 2019   | 2020   | 2021   | 2022   |
| -------------- | ------ | ------ | ------ | ------ | ------ | ------ |
| Зерно          | 66 553 | 59 788 | 69 127 | 70 325 | 72 068 | 54 629 |
| Из них пшеница | 18 155 | 29 163 | 27 629 | 24 171 | 24 982 | 23 119 |
| Картофель      | 5 051  | 5 094  | 7 615  | 5 817  | 5 299  | 5 614  |
| Хлопок         | 584    | 10 356 | 15 929 | 20 426 | 22 691 | 29 398 |
| Подсолнух      | 0      | 5      | 15     | 13     | 25     | 535    |
| Овощи          | 13 852 | 34 805 | 42 316 | 41 189 | 40 845 | 36 449 |
| Бахчевые       | 15 692 | 12 188 | 12 225 | 16 642 | 16 723 | 17 968 |
| Сады           | 2 699  | 3 371  | 4 937  | 4 957  | 4 968  | 4 975  |

| Год        | 2015 | 2018 | 2019 | 2020 | 2021  | 2022  |
| ---------- | ---- | ---- | ---- | ---- | ----- | ----- |
| Количество | 0    | 306  | 518  | 748  | 1 456 | 1 846 |

## Здравоохранение
На 2022 год в районе действуют 2 больницы на 440 коек, 27 поликлиник. Работают 219 врачей, 738 чел. медицинского персонала.

## Образование
На 2022 год в районе действуют 54 школы, 44 библиотеки на 503,4 тыс. книг

## Инфраструктура
| Год                  | 2015    | 2018    | 2019    | 2020    | 2021    | 2022    |
| -------------------- | ------- | ------- | ------- | ------- | ------- | ------- |
| Количество (тыс. м2) | 2 573,9 | 2 645,6 | 2 685,3 | 2 722,9 | 2 791,4 | 3 261,4 |

| Год             | 2015   | 2018   | 2019   | 2020   | 2021   | 2022     |
| --------------- | ------ | ------ | ------ | ------ | ------ | -------- |
| Количество (м2) | 33 253 | 32 104 | 39 668 | 37 621 | 46 399 | 42 588,5 |

В районе расположены 3 парка.

## Культура
Действуют 3 музея.

## Главы
Первые секретари районного комитета партии:
- Кязим Исмаилов
- Гумбат Мустафаев[азерб.] (1948—1951)
- Аслан Гусейнов (1961—1970)
- Надир Аббасов (1970—1978)
- Фуад Алиев (1980—?)

С 1991:
- Сейран Рамиз оглы Сейранов (? — 30 мая 1992)[7]
- Адалят Юсубов[азерб.] (30 мая 1992 — 11 августа 1993)[7][8]
- Валхад Мирджавад оглы Азизов (11 августа 1993 — 14 апреля 1995)[8][9]
- Салман Исабала оглы Салманов (9 июля 1995 — ?)[10]
- Валиха Абдуллаева[азерб.] (28 июля 1998 — 18 апреля 2001)[11][12]
- Юсиф Афет оглы Алекберов (18 апреля 2001 — 28 сентября 2004)[13][14]
- Расим Джавад оглы Баширов (28 сентября 2004 — 11 ноября 2009)[15][16]
- Алиага Гусейнов (11 ноября 2009 — 11 декабря 2010)[17][18]
- Тахир Керимов[азерб.] (18 февраля 2011 — 4 марта 2016)[19][20]
- Севиндик Хатамов (4 марта 2016 — 17 сентября 2024)[21][22]
- Рустам Халилов (с 17 сентября 2024)[23]